# Polyalthia kanchanaburiana
Polyalthia kanchanaburiana este o specie de plante din genul Polyalthia, familia Annonaceae, descrisă de Khumch. și Thongp.. Conform Catalogue of Life specia Polyalthia kanchanaburiana nu are subspecii cunoscute.